# Jichișu de Jos
Jichișu de Jos é uma comuna romena localizada no distrito de Cluj, na região histórica da Transilvânia. A comuna possui uma área de 43.26 km² e sua população era de 1258 habitantes segundo o censo de 2007.